# Недоопределённая система
Недоопределённая систе́ма ― система уравнений (алгебраических или дифференциальных), число уравнений в которой меньше числа неизвестных.
Например, неопределённой системе линейных уравнений соответствует прямоугольная матрица коэффициентов M x N (M<N, где M — число строк, N — число столбцов).
Такая система либо имеет бесконечное число решений, либо не имеет решений вовсе.